# La Bâtie-Divisin
La Bâtie-Divisin és un municipi delegat francès, situat a la regió d'Alvèrnia-Roine-Alps, al departament de la Isèra. A partir de l'1 d'abril de 2016, es fusiona amb Les Abrets i Fitilieu i conformen el municipi nou Les Abrets-en-Dauphiné.

## Demografia

### Població
El 2007 la població de fet de La Bâtie-Divisin era de 852 persones. Hi havia 338 famílies de les quals 88 eren unipersonals (56 homes vivint sols i 32 dones vivint soles), 103 parelles sense fills, 127 parelles amb fills i 20 famílies monoparentals amb fills.
La població ha evolucionat segons el següent gràfic:
Habitants censats

### Habitatges
El 2007 hi havia 405 habitatges, 345 eren l'habitatge principal de la família, 41 eren segones residències i 19 estaven desocupats. 363 eren cases i 41 eren apartaments. Dels 345 habitatges principals, 268 estaven ocupats pels seus propietaris, 61 estaven llogats i ocupats pels llogaters i 16 estaven cedits a títol gratuït; 6 tenien dues cambres, 38 en tenien tres, 78 en tenien quatre i 222 en tenien cinc o més. 277 habitatges disposaven pel capbaix d'una plaça de pàrquing. A 137 habitatges hi havia un automòbil i a 184 n'hi havia dos o més.

### Piràmide de població
La piràmide de població per edats i sexe el 2009 era:
| Homes | Edats   | Dones |
| ----- | ------- | ----- |
| 0     | 95 o +  | 0     |
| 0     | 90 a 94 | 0     |
| 0     | 85 a 89 | 8     |
| 0     | 80 a 84 | 0     |
| 8     | 75 a 79 | 12    |
| 16    | 70 a 74 | 12    |
| 40    | 65 a 69 | 28    |
| 12    | 60 a 64 | 12    |
| 28    | 55 a 59 | 24    |
| 36    | 50 a 54 | 20    |
| 20    | 45 a 49 | 32    |
| 36    | 40 a 44 | 24    |
| 28    | 35 a 39 | 36    |
| 40    | 30 a 34 | 32    |
| 16    | 25 a 29 | 36    |
| 28    | 20 a 24 | 12    |
| 40    | 15 a 19 | 12    |
| 28    | 10 a 14 | 36    |
| 20    | 5 a 9   | 20    |
| 24    | 0 a 4   | 20    |

## Economia
El 2007 la població en edat de treballar era de 539 persones, 408 eren actives i 131 eren inactives. De les 408 persones actives 386 estaven ocupades (209 homes i 177 dones) i 23 estaven aturades (7 homes i 16 dones). De les 131 persones inactives 49 estaven jubilades, 46 estaven estudiant i 36 estaven classificades com a «altres inactius».

### Ingressos
El 2009 a La Bâtie-Divisin hi havia 345 unitats fiscals que integraven 879,5 persones, la mediana anual d'ingressos fiscals per persona era de 18.202 €.

### Activitats econòmiques
Dels 35 establiments que hi havia el 2007, 6 eren d'empreses de fabricació d'altres productes industrials, 14 d'empreses de construcció, 6 d'empreses de comerç i reparació d'automòbils, 2 d'empreses d'hostatgeria i restauració, 1 d'una empresa financera, 2 d'empreses immobiliàries, 3 d'empreses de serveis i 1 d'una empresa classificada com a «altres activitats de serveis».
Dels 19 establiments de servei als particulars que hi havia el 2009, 3 eren tallers de reparació d'automòbils i de material agrícola, 2 paletes, 1 guixaire pintor, 8 fusteries, 3 lampisteries i 2 restaurants.
L'any 2000 a La Bâtie-Divisin hi havia 29 explotacions agrícoles que ocupaven un total de 477 hectàrees.

## Equipaments sanitaris i escolars
El 2009 hi havia una escola elemental.

## Poblacions més properes
El següent diagrama mostra les poblacions més properes.